# Kalundborgs slott
Kalundborgs slott var ett slott i Kalundborg i Danmark, vilket byggdes under Valdemar Atterdags regering.
Kalundborgs slott bestod av ett byggnadskomplex med fem flyglar, vilket omgavs av dubbla ringmurar. Längs insidan av den yttre ringmuren låg också ett antal byggnader mellan de stora försvarstornen. Det var på 1300- och 1400-talen ett av de viktigaste slotten i Danmark, där kungar och stormän samlades för politiska förhandlingar. I krigstid var Kalundborgs slott en viktig stödjepunkt. Från omkring 1400 och  till 1536 var tornet Folen förvaringsplats för Danmarks riksarkiv.
Slottet förstördes så svårt i krig med Sverige att de svenska belägringstrupperna 1659 lät staden Kalundborgs invånare riva slottet. I dag syns rester av tornen Folens och Fars Hats fundament, samt en del av en ringmur.